# Larressingle
Larressingle is een gemeente in het Franse departement Gers (regio Occitanie). De plaats maakt deel uit van het arrondissement Condom. Larressingle is lid van Les Plus Beaux Villages de France. Larressingle telde op 1 januari 2022 213 inwoners.
In de omgeving vindt men talrijke kastelen, kleine middeleeuwse ommuurde stadjes en bijzondere monumenten, want de Pelgrimsroutes in Frankrijk naar Santiago de Compostella lopen door de Gers en hebben interessante historische sporen achtergelaten.

## Geografie
De oppervlakte van Larressingle bedroeg op 1 januari 2022 8,55 vierkante kilometer; de bevolkingsdichtheid was toen 24,9 inwoners per km².

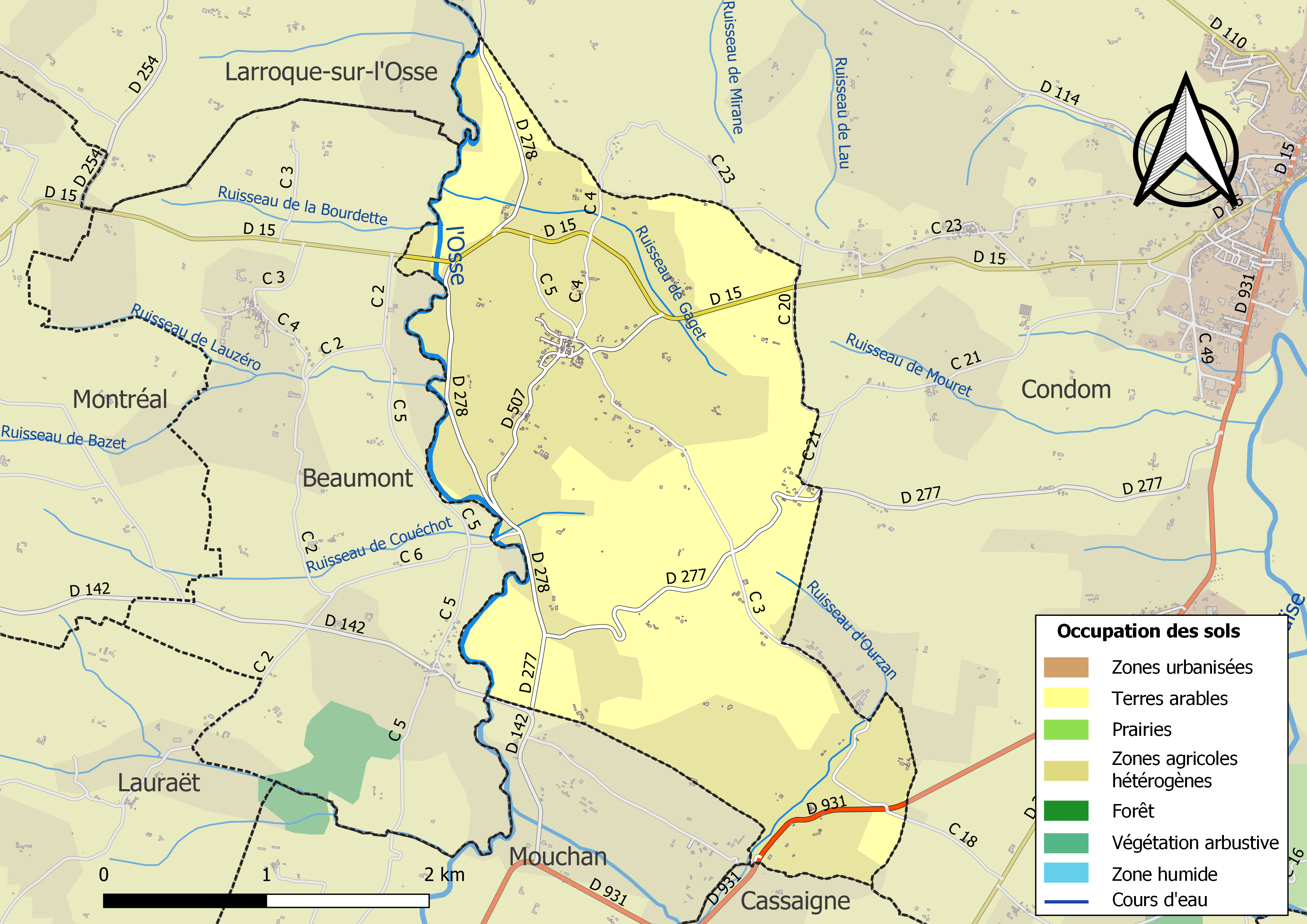
Kaart van de gemeente met belangrijkste infrastructuur, bodemgebruik en omliggende gemeenten

## Demografie
Onderstaande figuur toont het verloop van het inwonertal (bron: INSEE-tellingen).

## Afbeeldingen

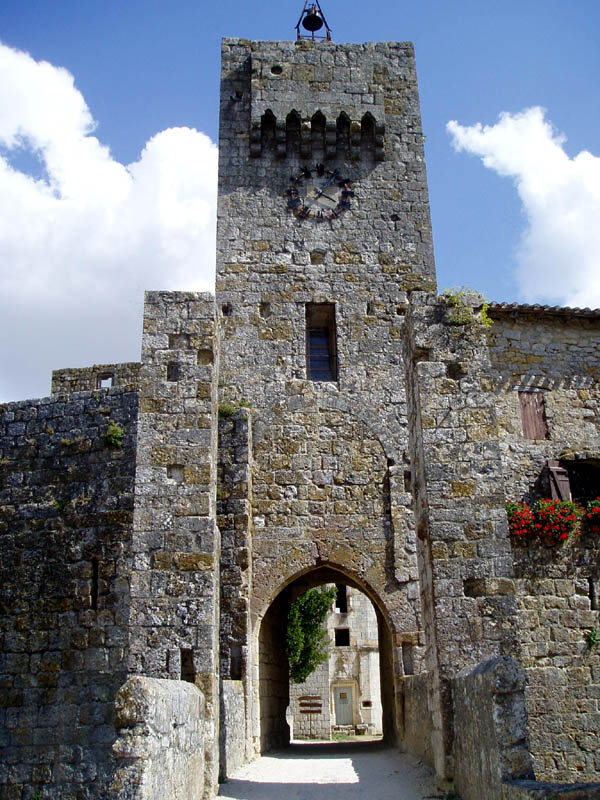
Poort met ophaalbrug
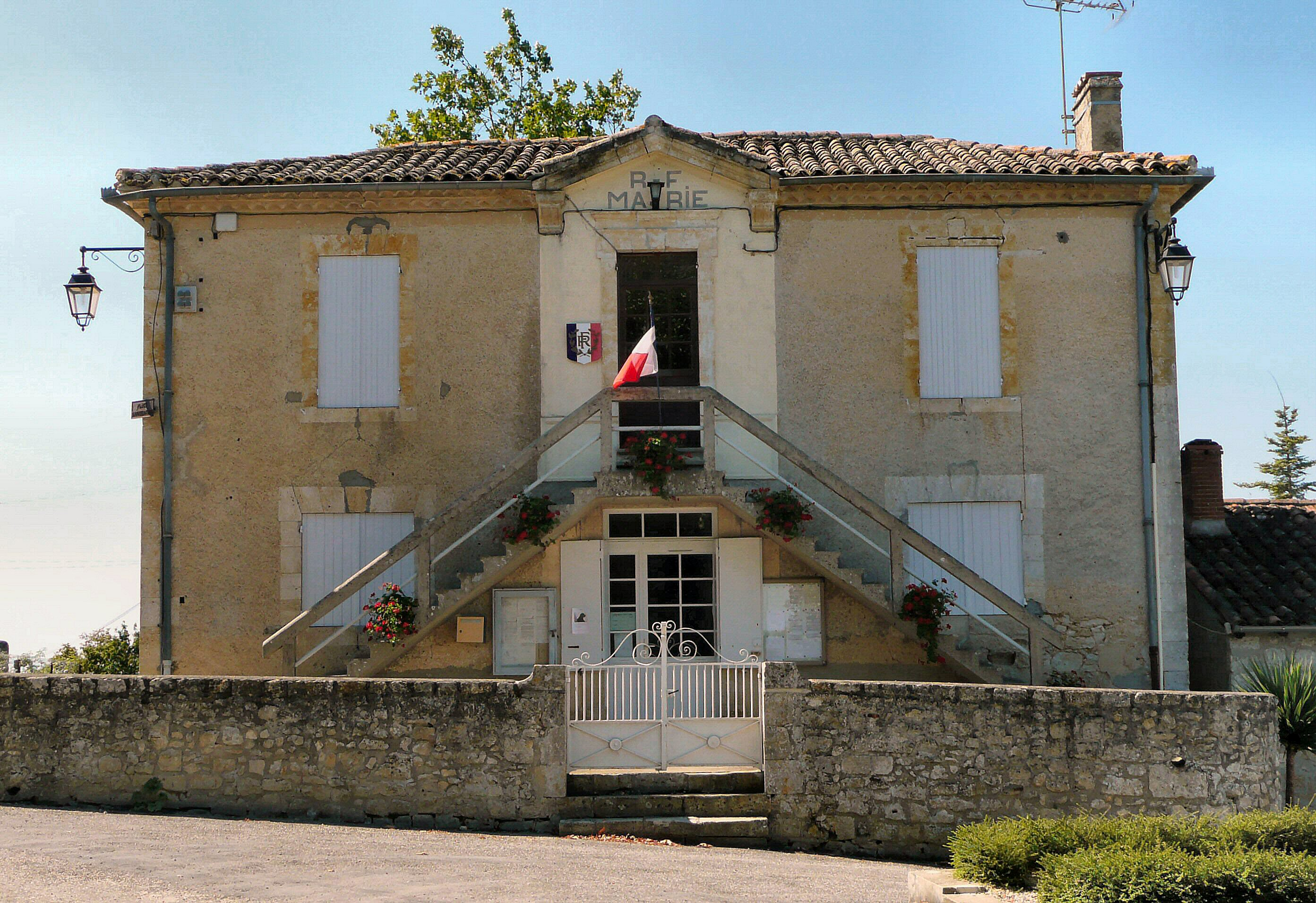
Gemeentehuis
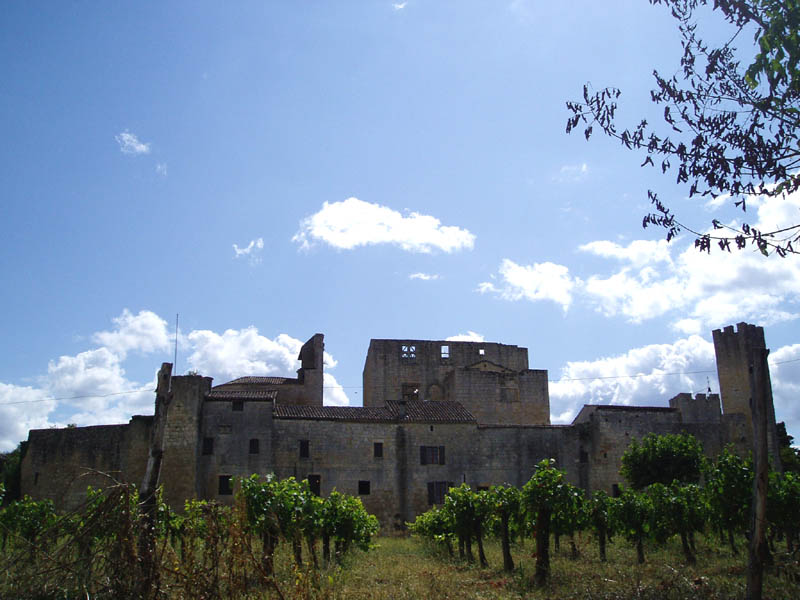

## Trivia
Larressingle claimt het kleinste stadje ter wereld te zijn.